# Jesuitenkirche (Warschau)
Die katholische Kirche der Gnädigen Muttergottes (polnisch Kościół Matki Bożej Łaskawej) in Warschau ist eine katholische Jesuitenkirche in der Warschauer Altstadt.

## Geschichte
Die Kirche wurde in den Jahren 1609 bis 1626 von Jan Frankiewicz im Stil des Manierismus auf Initiative des Jesuitenbruders Piotr Skarga erbaut. Der Bau wurde zum großen Teil von Sigismund III. Wasa finanziert. Das Gewölbe wurde im Stil der Lubliner Renaissance entworfen. Nach der Auflösung des Jesuitenordens im 18. Jahrhundert wurde die Kirche von den Piaristen übernommen. Nach dem Ersten Weltkrieg kam die Kirche wieder an die Jesuiten. Im Warschauer Aufstand von der Wehrmacht zunächst niedergebrannt und später durch Sprengung zerstört, wurde die Kirche nach dem Krieg wieder aufgebaut.

## Kunst
Das namensgebende barocke Altarbild stammt aus der Zeit vor 1651 und stammt wohl aus dem italienischen Faenza. Es wurde während des Zweiten Weltkriegs versteckt und ist daher einer der wenigen erhaltenen Kunstschätze der Kirche.
Neben dem Altarbild befindet sich in der Kirche auch eine barocke Figur der gnädigen Muttergottes aus dem 17. Jahrhundert.
Das barocke Kruzifix stammt aus Lübeck und wurde 1645 für die Warschauer Jesuiten geschaffen. Es wurde ebenso wie das Altarbild während des Zweiten Weltkriegs versteckt und kehrte nach dem Wiederaufbau der Kirche 1957 wieder an seinen ursprünglichen Platz zurück. Derzeit hängt in der Jesuitenkirche eine Kopie des ursprünglichen Kruzifix, da sich das Original in einer anderen Warschauer Jesuitenkirche im Stadtteil Mokotów befindet.
Die bronzene Engelstür wurde 2009 von Mitoraj geschaffen. Sie zeigt die Szene der Verkündigung des Herrn, wobei Maria ungewöhnlich in der Pose der Venus von Milo mit den zwei Engeln unter ihr, anstelle des Erzengels Gabriel neben oder über ihr, wie dies gewöhnlich dargestellt wird.
Das barocke Grabmal Jan Tarłos wurde 2010 rekonstruiert.
Im Eingangsbereich der Kirche befindet sich eine spätbarocke Steinfigur, die einen Löwen darstellt. Sie gehört zu einer Figurengruppe, die Johann Georg Plersch um 1750 geschaffen hat und von der nur der Bär den Zweiten Weltkrieg überdauert hat.
Unterhalb der Kirche befinden sich dreigeschossige gotische Keller, die von den Bürgerhäusern stammen, die sich an der Stelle der Kirche vor ihrem Bau gefunden haben. Die untersten Kellergeschosse sind zugeschüttet. Das oberste Kellergeschoss diente der Kirche als Gruft, in der unter anderem Maciej Sarbiewski, Karl Ferdinand Wasa, Eustachy Potocki und dessen Ehefrau Marianna Potocka beigesetzt wurden. Hier befindet sich auch die Vilnius Kapelle der Kirche.

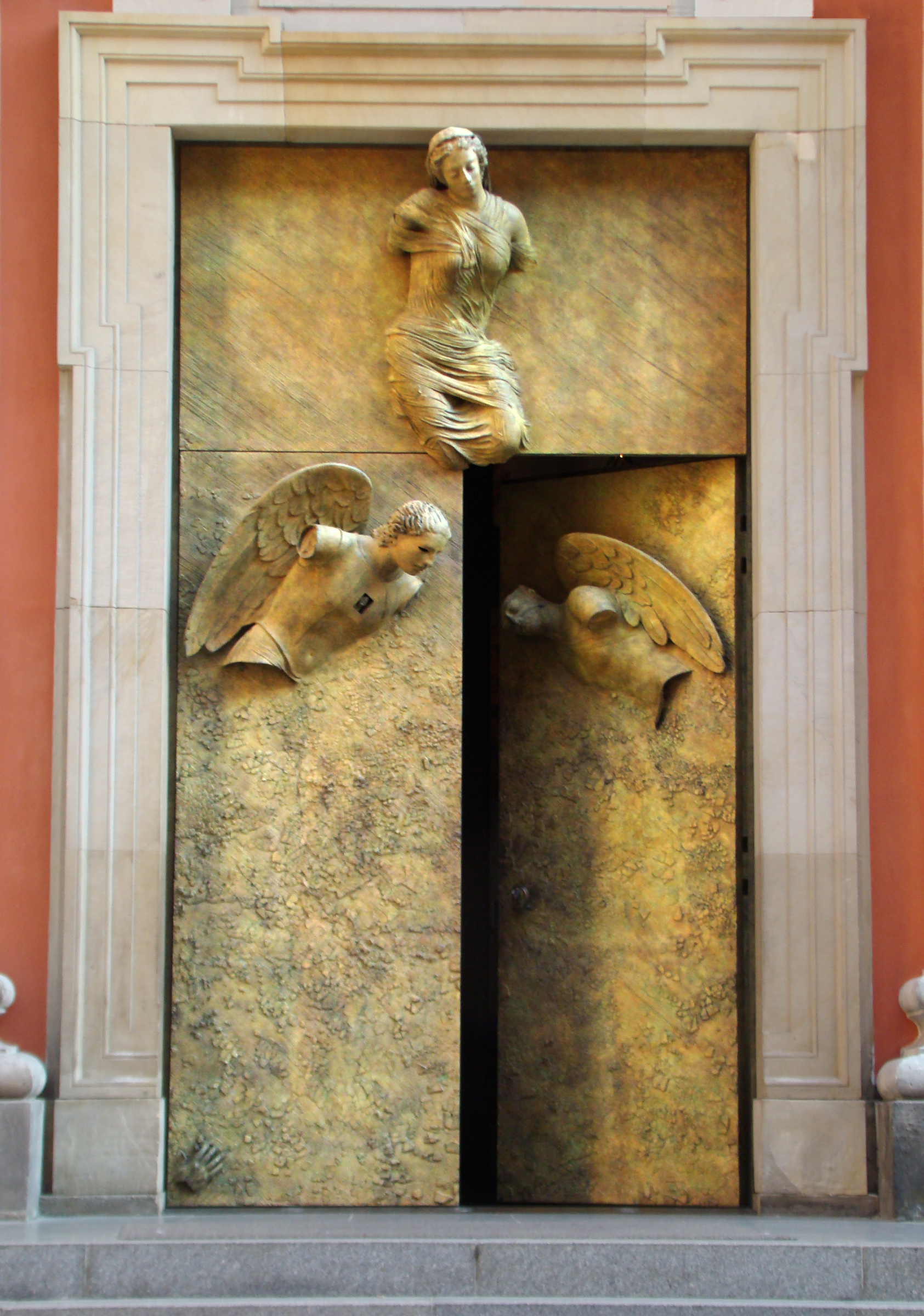
Bronzetür von Mitoraj
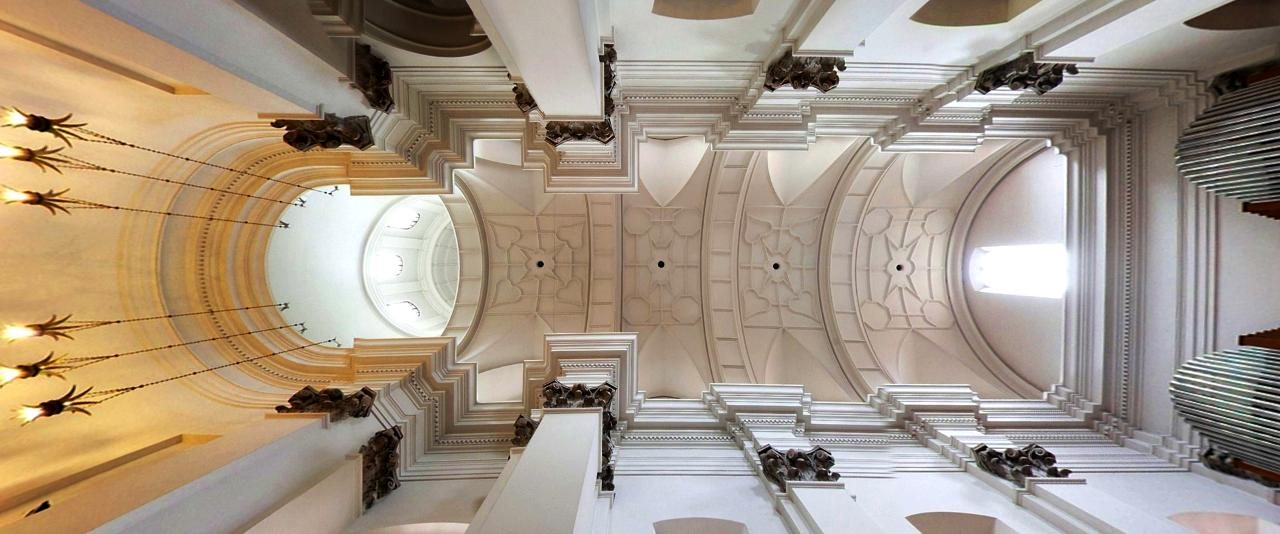
Gewölbe der Lubliner Renaissance
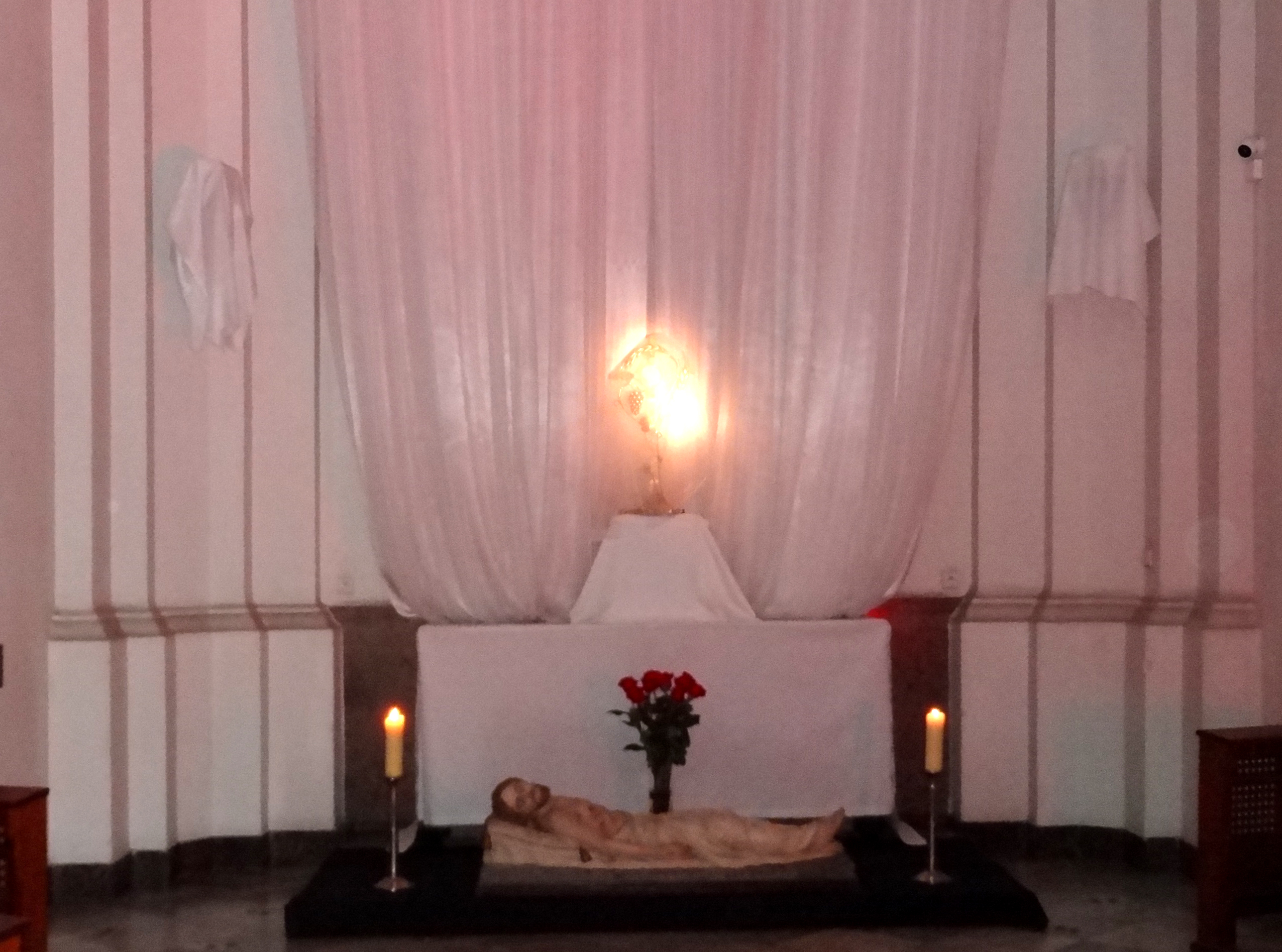
Kapelle mit dem Heiligen Grab am Karsamstag 2022

## Geographische Lage
Die Kirche befindet sich in der Warschauer Altstadt unmittelbar nördlich der Johanneskathedrale an der Świętojańskastraße, die vom Hauptmarkt zum Schlossplatz führt. Der 65 Meter hohe Kirchturm ist gut vom nahe gelegenen Hauptmarkt gut zu sehen.